# کریستل کوبریچ
کریستل کوبریچ (به انگلیسی: Kristel Köbrich) (زادهٔ ۹ اوت ۱۹۸۵) شناگر اهل شیلی است.